# Hứa Khải
Hứa Khải (giản thể: 许凯; phồn thể: 許凱; bính âm: Xǔ Kǎi; sinh ngày 5 tháng 3 năm 1995) là một diễn viên và người mẫu chuyên nghiệp người Trung Quốc, nổi tiếng qua vai diễn Phú Sát Phó Hằng trong Diên Hi Công Lược năm  2018 .

## Sự nghiệp
Năm 2013, anh đã giành quán quân cuộc thi người mẫu quốc tế Trung Quốc và chính thức ra mắt với tư cách người mẫu. Năm 2016, anh tham gia bộ phim truyền hình đầu tiên Triều Ca và chính thức bước vào lĩnh vực diễn xuất. Năm 2018, Hứa Khải trở nên nổi tiếng với vai diễn Phú Sát Phó Hằng trong bộ phim truyền hình Diên Hi Công Lược. Sau khi phim phát sóng đã được quan tâm nồng nhiệt, sự nổi tiếng của anh đã tăng vọt . Năm 2019, Hứa Khải đóng chính trong bộ phim cổ trang Chiêu Dao, trong vai con trai của Ma Vương, Lệ Trần Lan .
Vào ngày 23 tháng 6, bộ phim truyền hình "Khi Em Mỉm Cười Rất Đẹp" hợp tác cùng Trình Tiêu đã được ra mắt. Bộ phim được chuyển thể từ tiểu thuyết cùng tên của nhà văn Thanh Mỗi thuộc thể loại hiện đại, thể thao điện tử. Bộ phim quy tụ dàn nam phụ cực phẩm, siêu “xịn sò” thu hút không hề thua kém “Cá Mực Hầm Mật”. 
Khi em mỉm cười rất đẹp đã vấp phải làn sóng chỉ trích dữ dội vì chuyển thể từ một tiểu thuyết lấy game thủ eSports có thật ngoài đời rồi chuyển đổi giới tính và vẽ nên câu chuyện ngôn tình sến súa. Ngay trong các tập đầu tiên, bộ phim cũng hứng chịu nhiều chê bai là diễn biến bất hợp lý, bị lộ nhiều chi tiết đạo nhái, tình tiết “sượng trân”...Sau khi tập đầu tiên lên sóng bộ phim Khi em mỉm cười rất đẹp ngay lập tức gây nhiều tranh cãi dữ dội trên các diễn đàn mạng xã hội. Một bộ phim về đề tài thể thao điện tử nhưng khi lên phim hoàn toàn đánh mất điều này, đánh mất cốt lõi quan trọng nhất của phim. Phần lớn khán giả khi xem phim đều cảm thấy vô cùng phẫn nộ và khó chịu vì dường như tác giả của tiểu thuyết gốc và đội ngũ biên kịch của phim chẳng có chút kiến thức nào về esport cả. Khi nói về tinh thần esport thứ quan trọng nhất đó chính là tinh thần thi đấu của các game thủ, việc thi đấu hết mình chính là sự tôn trọng đồng đội, tôn trọng đối thủ nhưng điều này đã bị phá bỏ hoàn toàn trong tập 1.
Tuy nhận nhiều ý kiến trái chiều nhưng Khi Em Mỉm Cười Rất Đẹp vẫn đạt được những thành tựu đáng kể tại thị trường quốc tế. 
- Điểm IMDb của bộ phim “Khi Em Mỉm Cười Rất Đẹp” đạt được là 8.9.
- Đây là bộ phim truyền hình Châu Á - Thái Bình Dương có số điểm IMDb cao nhất và cũng là bộ phim truyền hình Trung Quốc duy nhất lọt vào TOP3.
- Theo tờ báo The Manila Times của Philippines, “Khi Em Mỉm Cười Rất Đẹp” - bộ phim truyền hình Trung Quốc được đón xem nhiều nhất tháng 7
- Bộ phim đạt 202 triệu lượt view sau 7 ngày phát sóng.

Bộ phim đứng đầu tại 6 quốc gia: 
- Thái Lan
- Malaysia
- Philippines
- Ả Rập
- Tây Ban Nha
- Bồ Đào Nha

Khi Em Mỉm Cười Rất Đẹp" xếp hạng #1 trong Top 5 C-Dramas trên WeTV năm 2021.

## Danh sách phim

### Phim truyền hình
| Năm             | Tên phim                                  | Vai diễn                          | Bạn diễn         | Kênh                      | Tên tiếng Trung |
| --------------- | ----------------------------------------- | --------------------------------- | ---------------- | ------------------------- | --------------- |
| 2018            | Phượng Tù Hoàng                           | Thẩm Ngộ                          |                  | Hunan TV                  | 凤囚凰          |
| 2018            | Diên Hi công lược                         | Phú Sát Phó Hằng                  | Ngô Cẩn Ngôn     | IQIYI                     | 延禧攻略        |
| 2019            | Chiêu Diêu                                | Lệ Trần Lan/ Mặc Thanh            | Bạch Lộc         | Hunan TV                  | 招摇            |
| 2019            | Trường Quân Đội Liệt Hỏa                  | Cố Yến Tranh                      | Bạch Lộc         | IQIYI                     | 烈火 军校       |
| 2019            | Thuở xưa có ngọn núi Linh Kiếm            | Vương Lục                         | Trương Dung Dung | IQIYI                     |                 |
| 2020            | Thiên Vũ Kỷ                               | Lý Huyền                          | Ngô Giai Di      | IQIYI                     |                 |
| 2021            | Ly Ca Hành (Đại Đường Nữ Nhi Hành)        | Trình Xử Mặc                      | Lý Nhất Đồng     | IQIYI, Tencent            | 骊歌行          |
| 2021            | Khi Em Mỉm Cười Rất Đẹp                   | Lục Tư Thành/ Chessman            | Trình Tiêu       | Youku, Tencent            | 你微笑时很美    |
| 2021            | Thiên Cổ Quyết Trần                       | Bạch Quyết/ Bách Huyền/ Thanh Mục | Châu Đông Vũ     | Tencent                   | 千古玦尘        |
| 2022            | Thượng Thực                               | Chu Chiêm Cơ                      | Ngô Cẩn Ngôn     | Hunan TV                  | 尚食            |
| 2022            | Lạc Lối Dưới Lòng Côn Luân                | Đinh Vân Tề                       | Chung Sở Hy      | IQIYI                     | 迷航昆仑墟      |
| 2022            | Định Luật 80/20 Của Tình Yêu              | Dương Hoa                         | Dương Mịch       | Tencent, Hunan TV         | 爱的二八定律    |
| 2023            | Tuyết Ưng Lĩnh Chủ                        | Đông Bá Tuyết Ưng                 | Cổ Lực Na Trát   | Tencent                   | 雪鹰领主        |
| 2023            | Lạc Du Nguyên                             | Lý Nghi                           | Cảnh Điềm        | Tencent                   | 乐游原          |
| 2024            | Tiên Kiếm Kỳ Hiệp Truyện 6 - Kỳ Kim Triêu | Việt Kim Triêu                    | Ngu Thư Hân      | Tencent, Sơn Đông Ảnh Thị | 仙剑六祈今朝    |
| 2024            | Thừa Hoan Ký                              | Diêu Chí Minh                     | Dương Tử         | Tencent                   | 承欢记          |
| 2024            | Em Đẹp Hơn Cả Ánh Sao                     | Hàn Đình                          | Đàm Tùng Vận     | Tencent                   | 你比星光美丽    |
| Phim Chưa Chiếu | Triều Ca                                  | Dương Tiễn                        | Ngô Cẩn Ngôn     | IQIYI, Tencent            | 朝歌            |

### Phim điện ảnh
| Năm  | Tên                   | Vai diễn | Bạn diễn    | Ghi chú                                   |
| 2019 | Lam Sắc Sinh Tử Luyến | Hàn Thái | Triệu Lộ Tư | remake phim Trái tim mùa thu của Hàn Quốc |

## Danh sách chương trình/bài hát

### Chương trình
| Thời gian | Ngày/tháng | Chương Trình                | Phim                                      |
| Năm 2018  | 18/08      | Happy Camp                  | Diên Hi Công Lược                         |
| Năm 2018  | 30/09      | Diên Hi Nam Tuần            | Diên Hi Công Lược                         |
| Năm 2018  | 20/10      | Happy Camp                  | Diên Hi Công Lược                         |
| Năm 2019  | 02/03      | Happy Camp                  | Chiêu Diêu                                |
| Năm 2019  | 09/03      | Happy Camp                  |                                           |
| Năm 2019  | 31/5       | Running Brothers            |                                           |
| Năm 2020  | 19/01      | Happy Camp                  |                                           |
| Năm 2020  | 06/06      | Happy Camp                  |                                           |
| Năm 2021  |            | Running Brothers            |                                           |
| Năm 2021  | 19/6       | Happy Camp                  |                                           |
| Năm 2022  | 4/8        | Trốn Thoát Khỏi Mật Thất S4 |                                           |
| Năm 2023  |            | Trốn Thoát Khỏi Mật Thất S5 |                                           |
| Năm 2023  | 30/12      | Hi6!                        | Lạc Du Nguyên                             |
| Năm 2024  | 2/3        | Hi6!                        | Em đẹp hơn cả ánh sao trời                |
| Năm 2024  | 16/03      | Hi6!                        | Tiên Kiếm Kỳ Hiệp Truyện 6 - Kỳ Kim Triêu |
| Năm 2024  | 29/06      | Bảo Tàng Quốc Gia S4        |                                           |

#### Bài hát
| Năm  | Tên bài hát  | Album                        | Ghi chú        |
| 2019 | Nhập Mộng    | Arsenal Military Academy OST | Với Bạch Lộc   |
| 2020 | Đệ Nhất Ăn Ý | Falling In Your Smile OST    | Với Trình Tiêu |

## Đại ngôn và đại sứ
| STT | Năm  | Ngày tháng | Thương hiệu                  | Vai trò                                                      |
| --- | ---- | ---------- | ---------------------------- | ------------------------------------------------------------ |
| 1   | 2019 | 30/04      | 3DG Jewellery                | Người phát ngôn                                              |
| 2   | 2019 | 31/12      | Phim trường Hoành Điếm       | Người phát ngôn                                              |
| 3   | 2020 | 12/08      | GUERLAIN                     | Đại sứ thương hiệu                                           |
| 4   | 2021 | 01/01      | Game QC! Bình An Kinh        | Người phát ngôn                                              |
| 5   | 2021 | 22/04      | SEPHORA                      | Đại sứ hình tượng thương hiệu                                |
| 6   | 2021 | 25/05      | head&shouders                | Đại sứ thương hiệu                                           |
| 7   | 2021 | 01/06      | Lão Bản Điện Khí             | Người phát ngôn nhà bếp mới                                  |
| 8   | 2021 | 05/07      | Nước uống Sinh Khí Quân      | Người phát ngôn                                              |
| 9   | 2021 | 15/07      | Kustie                       | Người phát ngôn                                              |
| 10  | 2021 | 02/08      | FENDI                        | Đại sứ hình tượng thương hiệu                                |
| 11  | 2021 | 06/08      | Bàn chải điện Lebooo         | Đại sứ tâm động thương hiệu                                  |
| 12  | 2021 | 17/08      | Bánh Hoa Mỹ                  | Đại sứ thương hiệu                                           |
| 13  | 2021 | 01/09      | Dr. Alva                     | Người phát ngôn thương hiệu                                  |
| 14  | 2021 | 08/09      | The Vzusa                    | Người phát ngôn thương hiệu khu vực châu Á - Thái Bình Dương |
| 15  | 2021 | 09/09      | Thuốc tẩy giun Hân Sủng Khắc | Đại sứ thú cưng thương hiệu                                  |
| 16  | 2021 | 18/10      | Samsonite                    | Đại sứ thương hiệu                                           |
| 17  | 2021 | 28/10      | Clarks                       | Người phát ngôn                                              |
| 18  | 2021 | 01/12      | LATEMON                      | Người phát ngôn                                              |
| 19  | 2022 | 15/04      | DR.YADIAN                    | Đại sứ thương hiệu                                           |
| 20  | 2022 | 06/06      | KELLYONE                     | Người phát ngôn dòng sản phẩm CHACHA                         |
| 21  | 2022 | 14/12      | FLYCO                        | Đại sứ thương hiệu                                           |
| 22  | 2023 | 31/03      | Thượng Khẩu Ái               | Người phát ngôn                                              |
| 23  | 2023 | 20/04      | BVLGARI                      | Đại sứ hình tượng thương hiệu                                |
| 24  | 2024 | 18/01      | Lệ Lang Less Is More         | Đại sứ thương hiệu                                           |
| 25  | 2024 | 21/05      | Cible Skin                   | Người phát ngôn                                              |